# Équipe cycliste CLAS-Cajastur
CLAS - Cajastur  est une ancienne équipe cycliste espagnole ayant existé de 1988 à 1993. Le sponsor principal est une coopérative laitière de la région espagnole des Asturies (Central Lechera Asturiana - CLAS) qui a sponsorisé l'équipe seul en 1988 puis en partenariat avec d'autres sponsors jusqu'en 1994, année de sa fusion avec l'équipe italienne Mapei.

## Évolution du nom de l'équipe
- 1988 CLAS
- 1989-1993 CLAS - Cajastur

## Histoire de l'équipe
L'équipe est mise sur pied par José Manuel Fuente, ancien professionnel et propriétaire d'un magasin de cycles. Il en prend la direction sportive mais ce pour un an seulement. Lors des six autres années d'existence, elle sera dirigée par Juan Fernández Martín, rejoint par Jesús Suárez Cueva dès 1990. Les débuts sont très difficiles voire catastrophiques, aucune victoire lors de la première année d'existence, seulement 5 victoires lors des trois années suivantes. Le déclic a lieu en 1992 avec l'arrivée de Tony Rominger. Cette année-là, Rominger remporte huit victoires dont le Tour d'Espagne et le Tour de Lombardie, bien appuyé par Federico Echave qui remporte lui aussi une épreuve de la Coupe du monde.

## Principaux coureurs
- Fernando Escartín
- Tony Rominger
- Federico Echave
- Abraham Olano
- Pello Ruiz Cabestany
- Manuel Fernández Ginés

## Principales victoires

### Classiques
- Grand Prix des Amériques
  - 1992 Federico Echave
- Tour de Lombardie
  - 1992 Tony Rominger

### Grand Tours

#### Tour de France
- 3 étapes : Tony Rominger  (1993)

#### Tour d'Espagne
- Classement général final : Tony Rominger  (1992 et 1993)
  - 8 étapes (1 en 1990, 4 en 1992 et 3 en 1993)

### Autres courses
- Classement général Tour du Pays basque (1992 et 1993)
  - 7 étapes (3 en 1992, 4 en 1993)

- 2 étapes sur le Paris-Nice (2 en 1992)
- 1 étape sur le Tour de Catalogne (1992)